# Alfa de Brúixola
Alfa de Brúixola (α Pyxidis) és l'estel més brillant de la constel·lació de Brúixola, amb magnitud aparent +3,68. Ocasionalment rep el nom d'Al Sumut, de l'àrab السموت al-sumūt, «camí» o «adreça» de la brúixola.
Alfa Pyxidis és una geganta blava de tipus espectral B1.5III, un estel calent amb una temperatura superficial de 22.900 K.
La seva lluminositat, incloent una part important de la seva energia que és radiada en l'ultraviolat, és 18.000 vegades major que la lluminositat solar.
Des de la Terra no apareix més brillant a causa de la gran distància a la qual es troba, uns 850 anys llum, unit a la seva posició prop del centre de la galàxia que fa que la pols interestel·lar mitigui la seva lluentor en un 30 %.
Amb un diàmetre vuit vegades major que el del Sol, els seus paràmetres indiquen que més que una geganta, és un estel de la seqüència principal d'unes 11 masses solars amb una edat aproximada de 18 milions d'anys.
Alfa Pyxidis sembla estar envoltada d'una coberta en expansió i pot ser una estrella variable del tipus Beta Cephei.